# Venancio Flores

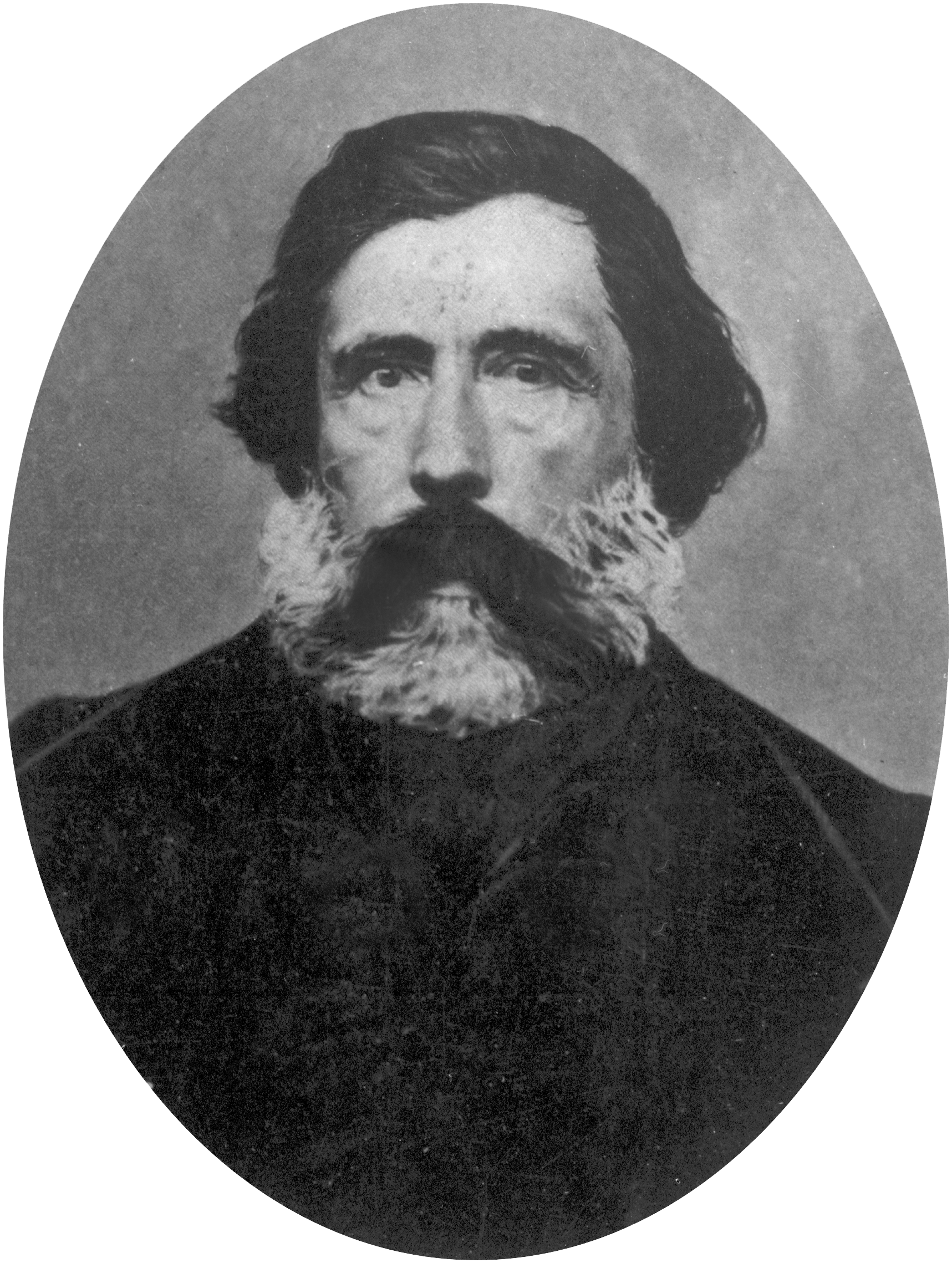
Venancio Flores omkring år 1865.

Venancio Flores Barrios, född 18 maj 1808 i Trinidad, Vicekungadömet Río de la Plata, död 19 februari 1868 i Montevideo, Uruguay, var en uruguayansk militär och politiker och Uruguays president 1854–1855 samt 1865–1868. Hans tid som president var en av de mest oroliga i Uruguays historia och kom att präglas av den våldsamma maktkampen mellan det liberalt orienterade Coloradopartiet, som han själv tillhörde, och det mer renodlat konservativa Blancopartiet samt av trippelallianskriget.
Flores var General i den uruguayanska arméns officersstab när han tillsammans med Juan Antonio Lavalleja och Fructuoso Rivera störtade han president Juan Francisco Giró (Blanco) i en militärkupp den 25 september 1853 och bildade därefter en övergångsregering där presidentposten delades mellan de tre, och Coloradopartiet gjordes till det statsbärande. Flores tillträdde dock som president redan i mars 1854 sedan både Lavalleja och Rivera avlidit. Han störtades dock i augusti följande år i en Blanco-stödd statskupp och tvingades fly till Argentina efter ett kortare inbördeskrig. 
År 1863 inledde han med stöd av Brasilien och Argentina ett uppror mot Uruguays regering, som nu helt dominerades av Blancopartiet. Upproret är känt som uruguayanska kriget. 1865 intog Flores Montevideo med sina styrkor och störtade presidenten Bernardo Berro. Detta blev dock startskottet på trippelallianskriget, den blodigaste militära konflikten i Sydamerikas historia. I kriget anslöt sig Flores till alliansens sida och deltog personligen i striderna, han ledde bland annat alliansens trupper i slaget vid Jataí 1865 där Paraguays avancemang mot Montevideo stoppades. Flores andra period som president kom helt att präglas av kriget och ett hårt och repressivt styre, vilket gjorde att missnöjet mot honom växte inom hans eget parti. Han avgick frivilligt 1868 då han inte ställde upp för omval.
Venancio Flores mördades på öppen gata i Montevideo den 19 februari 1868, bara fyra dagar efter att han avgått som president, då en grupp män omringade och högg ihjäl honom. Mordet har förblivit olöst men var sannolikt politiskt motiverat.